# Memorie logică
Memorarea logică, alături de memorarea mecanică reprezintă un tip special al memorării voluntare. Criteriul de diferențiere a acestora îl constituie prezența sau absența înțelegerii, a însușirii materialului sau informației.
Memorarea logică presupune înțelegerea conținutului memorat, a relațiilor raționale, a cauzalității, a legilor referitoare la cunoștințele procurate și înmagazinate în memorie. Bazându-se pe gândire logică, memorarea logică realizează asociații între date și le integrează în sisteme de cunoștințe, priceperi și deprinderi. Astfel, subiectul poate realiza conexiuni între informațiile memorate și poate folosi aceste informații în diferite contexte.
Informațiile memorate logic se păstrează o perioadă mai mare de timp.